# (212959) 2009 BD65
(212959) 2009 BD65 es un asteroide perteneciente al cinturón de asteroides, región del sistema solar que se encuentra entre las órbitas de Marte y Júpiter.
Fue descubierto el 20 de enero de 2009 por el equipo del proyecto Spacewatch desde el observatorio Nacional de Kitt Peak.

## Designación y nombre
Designado provisionalmente como 2009 BD65.

## Características orbitales
(212959) 2009 BD65 está situado a una distancia media del Sol de 2,616 ua, pudiendo alejarse hasta 2,920 ua y acercarse hasta 2,312 ua. Su excentricidad es 0,116 y la inclinación orbital 3,813 grados. Emplea 1545,07 días en completar una órbita alrededor del Sol.

## Características físicas
La magnitud absoluta de (212959) 2009 BD65 es 17,00.